# Efklidis Tsakalotos

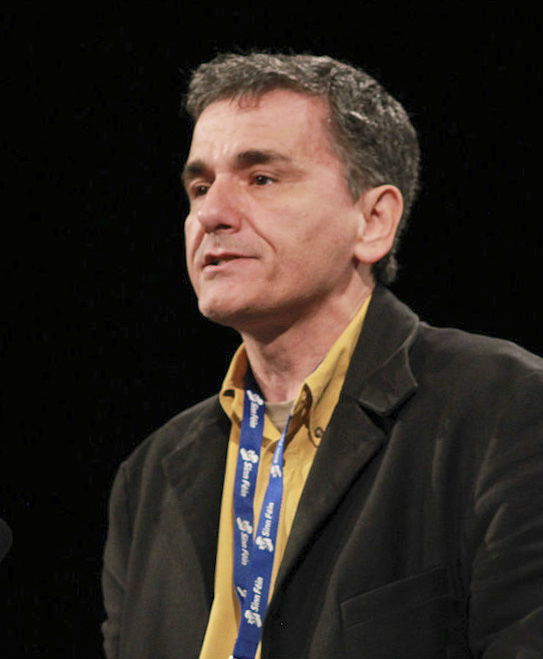
Tsakalotos bei einem Treffen mit der Sinn Féin in Irland im März 2015

Efklidis Tsakalotos (auch Euklid Tsakalotos oder Euclid Tsakalotos, griechisch Ευκλείδης Τσακαλώτος, * 1960 in Rotterdam) ist ein griechischer Ökonom und Politiker. Ab dem 6. Juli 2015 bis 28. August 2015 war er griechischer Finanzminister im ersten Kabinett von Alexis Tsipras. Seit 23. September 2015 bekleidete er dieses Amt erneut im zweiten Kabinett Tsipras bis zu dessen Ende 2019. Tsakalotos gehört zu den Gründungsmitgliedern und zum Parteivorstand der linken griechischen Partei SYRIZA. Von Januar bis Juli 2015 war er stellvertretender griechischer Außenminister für internationale Wirtschaftsbeziehungen und ab April 2015 Chefunterhändler für die Verhandlungen mit der Eurogruppe über die griechische Staatsschuldenkrise.

## Familie, Ausbildung und Beruf
Efklidis Tsakalotos wurde als Sohn eines Bauingenieurs, der für griechische Reedereien arbeitete, in Rotterdam geboren. Sein Großvater war Thrasyvoulos Tsakalotos, ein General der griechischen Armee, der am Griechischen Bürgerkrieg (1946–1949) beteiligt war. Im Alter von fünf Jahren zog er mit seinen Eltern nach Großbritannien, wo er die Londoner Privatschule St. Pauls besuchte.
Nach seinem Schulabschluss studierte er Philosophy, Politics and Economics an den Universitäten Oxford und Sussex und erwarb 1989 einen DPhil in Oxford. Von 1989 bis 1990 arbeitete er als wissenschaftlicher Mitarbeiter an der University of Kent; er lehrte dort von Oktober 1990 bis Juni 1993 und von Oktober 1994 bis September 2010 an der Wirtschaftsuniversität Athen.
Tsakalotos bezeichnet sich selbst als Marxist, obwohl er mit dem ehemaligen konservativen Finanzminister und heutigen Chef der griechischen Notenbank, Giannis Stournaras, gemeinsame wirtschaftswissenschaftliche Forschungen betrieben hat. Seit ihrer gemeinsamen Studienzeit in Oxford sind sie eng befreundet.
Tsakalotos ist mit einer Schottin verheiratet, sie haben zusammen drei Kinder.

## Politische Laufbahn
Bei der Parlamentswahl im Mai 2012 wurde er als Abgeordneter des Wahlkreises Athen 2 ins griechische Parlament gewählt; so auch bei den folgenden Parlamentswahlen im Juni 2012 und Januar 2015. Im Juli 2012 ernannte ihn der SYRIZA-Vorsitzende Alexis Tsipras in seinem Schattenkabinett zum Leiter eines „Ausschusses für die Kontrolle des Finanzministeriums“. Nach dem Wahlsieg der SYRIZA bei der griechischen Parlamentswahl im Januar 2015 wurde Tsakalotos neben Nikos Chountis Stellvertreter von Außenminister Nikos Kotzias, zuständig für internationale Wirtschaftsbeziehungen. Im April 2015 übernahm Tsakalotos von Yanis Varoufakis die Aufgabe, die Verhandlungen mit der Eurogruppe über Hilfs- und Reformmaßnahmen im Rahmen der griechischen Staatsschuldenkrise zu führen. Nach Varoufakis’ Rücktritt am 6. Juli 2015, dem Tag nach dem Referendum über die europäischen Reformauflagen, übernahm Tsakalotos das Finanzministerium.
Er war zeitweise Vorstandsmitglied der Vereinigung POSDEP (Hellenic Federation of University Teachers’ Associations).